# Cuentos inmorales (película de 1973)
Cuentos inmorales (en francés: Contes immoraux) es una película francesa de antología de 1973 dirigida por Walerian Borowczyk. Descrita como la más sexualmente explícita de Borowczyk en su momento, la película se divide en cuatro relatos de temática erótica que tratan sobre la pérdida de la virginidad, la masturbación, la sed de sangre y el incesto.

## Sinopsis
La película se divide en cinco historias:
- La primera es la de André (Fabrice Luchini), que lleva a su prima de 16 años (interpretada por Lise Danvers) a la playa para que ella le practique sexo oral al ritmo de las olas de la marea.
- La segunda historia se titula «Thérése la filósofa», adaptación de la novela homónima de 1748. Trata de una adolescente campesina (Charlotte Alexandra) que entremezcla los deseos sexuales de su imaginación con su dedicación a Cristo tras ser encerrada en su habitación.
- La tercera historia se titula «The True Story of the Beast of Gevaudan» (La verdadera historia de la bestia de Gevaudan). Este capítulo fue eliminado en una segunda edición por ser muy controvertido para su época. En él la bestia persigue a una joven hasta tener relaciones sexuales con ella y morir en el acto.
- La cuarta presenta a Elizabeth Báthory (Paloma Picasso) como una condesa que asesina a jovencitas para conseguir la eterna juventud bañándose en su sangre.
- La última historia es la de la hija del Papa Alejandro VI, Lucrecia Borgia (Florence Bellamy), quien mantiene relaciones sexuales con sus parientes masculinos.

## Recepción
La película tiene un 60% de aprobación en el portal Rotten Tomatoes. Nicholas Bell de Ion Cinema opinó: «Aunque no es uno de los mejores trabajos de Walerian Borowczyk, los aficionados al director deberían apreciar este primer intento de difuminar las líneas entre excitación y entretenimiento». Jesús Fernández Santos de El País elogió la labor de Paloma Picasso en el filme al afirmar que en ella «el sexo alcanza la exquisita categoría de un placer rigurosamente calculado, una estudiada rehabilitación del amor».